# Ryszard Sobczak
Ryszard Tadeusz Sobczak (* 2. November 1967 in Zgorzelec) ist ein ehemaliger polnischer Florettfechter.

## Erfolge
Ryszard Sobczak gewann mit der Mannschaft bei Weltmeisterschaften zunächst 1990 in Lyon Silber sowie 1993 in Essen und 1995 in Den Haag jeweils Bronze, ehe er mit ihr 1998 in La Chaux-de-Fonds Weltmeister wurde. 1998 wurde er außerdem in Plowdiw Vizeeuropameister im Mannschaftswettbewerb. Dreimal nahm er an Olympischen Spielen teil: 1992 erreichte er in Barcelona mit der Mannschaft das Halbfinale, das Kuba mit 9:7 gewann. Das Gefecht um Rang drei gegen Ungarn gewann die polnische Equipe mit 9:4, sodass Sobczak zusammen mit Piotr Kiełpikowski, Adam Krzesiński, Cezary Siess und Marian Sypniewski die Bronzemedaille erhielt. Bei den Olympischen Spielen 1996 in Atlanta zog er mit der polnischen Equipe nach Siegen über Venezuela, Deutschland und Österreich ins Finale ein, in dem sie sich Russland mit 40:45 geschlagen geben musste. Gemeinsam mit Piotr Kiełpikowski, Adam Krzesiński und Jarosław Rodzewicz erhielt er somit die Silbermedaille. Die Einzelkonkurrenz schloss Sobczak auf dem 15. Rang ab. Vier Jahre darauf belegte er in Sydney den 24. Platz im Einzelwettbewerb, während er mit der Mannschaft als Vierter einen weiteren Medaillengewinn knapp verpasste. Auf nationaler Ebene wurde er 1993, 1994 und 1995 dreimal in Folge polnischer Einzelmeister.
Er ist verheiratet mit der olympischen Fechterin Anna Sobczak.